# (329) Svea
(329) Svea es un asteroide perteneciente al cinturón de asteroides descubierto el 21 de marzo de 1892 por Maximilian Franz Wolf desde el observatorio de Heidelberg-Königstuhl, Alemania.
Está nombrado por Suecia, un país del norte de Europa.